# Ceromitia delta
Ceromitia delta là một loài bướm đêm thuộc họ Adelidae. Loài này có ở Nam Phi.